# N. H. Cowdry
Nathaniel Harrington Cowdry (Thorrington, Devon, 12 de septiembre de 1849 — 25 de enero de 1925) fue un microbiólogo estadounidense conocido por nombrar como tales a las mitocondrias en los Estados Unidos en 1916. Fue padre de otro reconocido biólogo, Edmund V. Cowdry, con el cual llegó a hacer un estudio sobre la citología y la historia natural de insectos y plantas asiáticas entre 1917-1920.

## Biografía

### Primeros años
Cowdry nació el 20 de septiembre de 1849 y fue el hijo del botánico británico Thomas Cowdry (1812-?). Llegó a Canadá con sus parientes cuando tenía 4 años en 1854 Empezó a coleccionar en N. W., Canadá y en China 1919 a 1921.

### Familia y matrimonio
N. Coedry y su familia se mudaron de Ontario a Regina en 1882 con su hermano John Cowdry (1857-1947), quien había nacido en Toronto, Ontario y luego a Fort Macleod, Alberta en 1886. Ahí establecieron el primer banco, conocido como Cowdry Brothers en 1886. En 1905, el banco fue vendido al Banco de Comercio de Canadá, momento en el que Nathaniel continuó en el negocio bancario en Ontario, y John se dedicó a la cría cerca de Pincher Creek. Nathaniel se casó con Anna Ingham y tuvieron un hijo, Edmund Vicent (18 de julio de 1888 - 25 de junio de 1975).